# Nahinfrarotspektroskopie

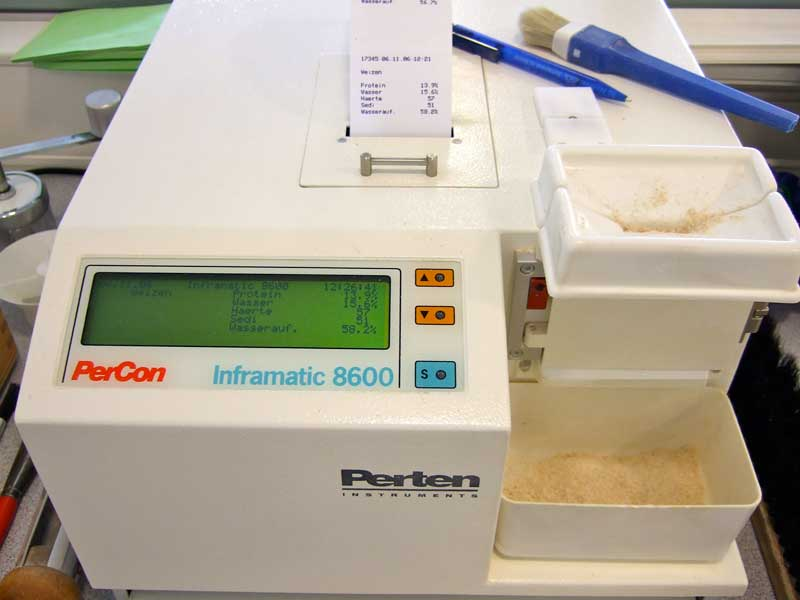
NIR-Analysegerät in einem Mühlenlabor

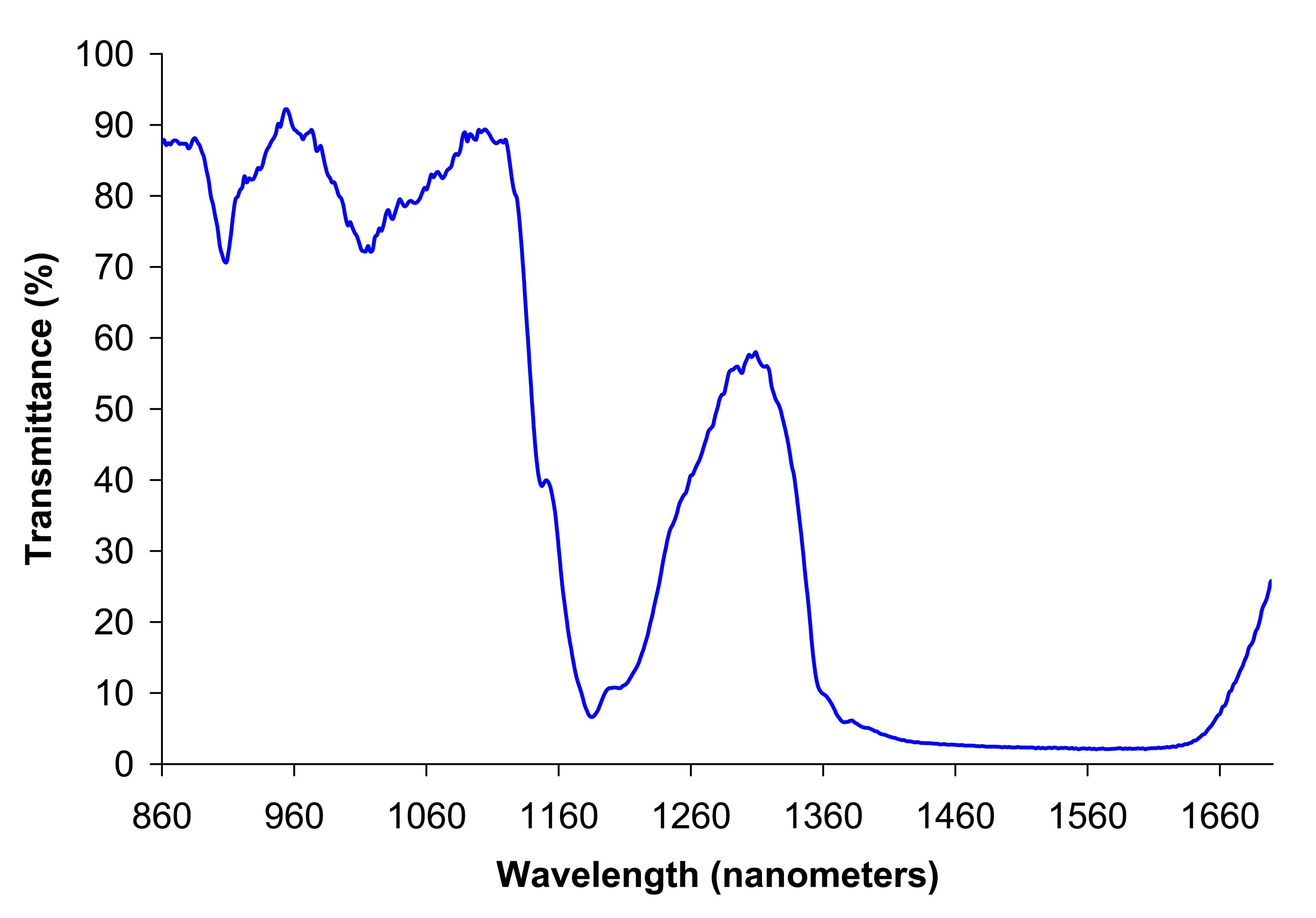
Nahinfrarotspektrum von flüssigem Ethanol

Nahinfrarotspektroskopie, NIR-Spektroskopie oder NIRS abgekürzt, ist eine physikalische Analysetechnik auf Basis der Spektroskopie im Bereich des kurzwelligen Infrarotlichts. Sie entspricht im Wesentlichen der Infrarotspektroskopie, die im mittel- und ferninfraroten Bereich (MIR und FIR) verwendet wird, ermöglicht aber die Verwendung anderer Materialien und Strahlungsquellen. Sie bietet in der Regel einen einfacheren Zugang und andere Formen der Analyse.

## Prinzip
Die Nahinfrarotspektroskopie basiert wie andere Schwingungsspektroskopien auf der Anregung von Molekülschwingungen durch elektromagnetische Strahlung im  Infrarotbereich. Bei der NIRS findet die Detektion im nahen Infrarot (760–2500 nm bzw. ca. 13.000–4.000 cm−1) statt. In diesem Bereich befinden sich auch Oberton- bzw. Kombinationsschwingungen der Molekülgrundschwingung aus dem mittleren Infrarot.
Die Oberton- und Kombinationsbanden werden bei der Analyse von Proben nicht direkt interpretiert, sondern mit Hilfe von statistischen Verfahren ausgewertet. Für quantitative Bestimmungen werden vorher, wie allgemein bei der Infrarotspektroskopie, Datensätze mit bekanntem Gehalt bzw. bekannten Konzentrationen des interessierenden Stoffes erstellt.

## Vor- und Nachteile gegenüber der IR-Spektroskopie im mittel- und ferninfraroten Bereich
Vorteile:
- Auf Grund der höheren Energie des nahinfraroten Lichts im Vergleich zum mittleren Infrarot und der geringeren Absorptionskoeffizienten gibt es eine größere Eindringtiefe und damit eine einfachere Handhabung (größere Schichtdicken: Millimeter statt Mikrometer).
- Einfachere Geräte durch die Verwendung von Quarzglas oder Saphir (einkristallines Al2O3).
- Messungen im Reaktor durch Verwendung von Lichtleitertechnologie, die im MIR- und FIR-Bereich nur begrenzt mit speziellen Materialien angewendet werden kann.
- Vereinfachte Probenvorbereitung (Messung an nativen Proben, keine vorgeschaltete Extraktion).
- Bei Transmissions- bzw. Absorbanz-Messungen im Reaktor, Tank oder in einer Pipeline wenig anfällig bei Verschmutzungen.

Nachteile:
- Die Absorptionsbanden im nahen Infrarot sind viel breiter als im mittleren Infrarot und überlappen dadurch stärker.
- Wasser ist ein starker Absorber im nahen Infrarot und ein sehr starker Absorber im fernen Infrarot.
- Die Verwendung chemometrischer Verfahren ist notwendig, ausgenommen bei einfachen Messungen.

## Anwendung
NIRS ist ein nahezu ideales Verfahren zur Bestimmung des Wassergehaltes in Proben.
Das Verfahren findet Anwendung bei Qualitätsanalysen von landwirtschaftlichen Produkten (Getreide, Mehl, Milch, Ölfrüchte) und Futtermittel, jeweils zur Bestimmung der Feuchte (OH-Gruppe), der Proteine (Eiweiße, Aminogruppe usw.), der Rohfasern (z. B. Faser, CH-Bindung), der Carboxygruppen (COOH) in Kunststoffen und des Fettgehalts (CH-Bindung).
Das Verfahren ist in der Prozesskontrolle in der Ernährungsindustrie verbreitet, z. B. in der Kartoffelchips-Produktion, außerdem bei chemischen und pharmazeutischen Produkten und in der Petrochemie. In der chemischen Industrie wird die FT-NIR-Spektroskopie in der Prozesssteuerung eingesetzt, beispielsweise zur Online-Analyse von Zwischen- und Endprodukten, besonders bei Veresterungsreaktionen. Chemieunternehmen setzen die FT-NIR-Spektroskopie unter anderem zur Wareneingangskontrolle von Rohstoffen ein.
Ein weiterer Anwendungszweck ist die Mülltrennung: Getränkekartons, Verbundstoffe und verschiedene Kunststoffsorte werden erkannt und mit Druckluftdüsen aus dem Produktstrom aussortiert.
Die Anwendung der Infrarotspektroskopie in der Medizin wurde 1958 am Max-Planck-Institut für Physik (Werner-Heisenberg-Institut) in München erstmals untersucht. Ziel war es, Stoffwechselvorgänge in biologischen Geweben unblutig messen zu können. Der Durchbruch mit dieser Methode gelang im Jahr 1969 als der erste erfolgreiche Tierversuch mit einem Infrarotlaser die Messbarkeit von Kohlenstoffdioxid und indirekt von Oxyhämoglobin im Blut zeigte. Dieser Versuch legte den Grundstein für die nichtinvasive infrarotspektroskopische Oxymetrie in der Medizin.
Seit 30 Jahren wird die Nahinfrarotspektroskopie in der Medizin und den Neurowissenschaften als bildgebendes Verfahren zur Messung der Aktivität des Gehirns oder zur Bestimmung des Sauerstoffgehaltes, Blutvolumens und Blutflusses von verschiedenen Geweben wie z. B. Gehirn, Muskeln oder Brust angewandt.
Bei Messungen der Hirnaktivität werden dynamische Änderungen des Sauerstoffgehaltes des Blutes durch die Schädeldecke hindurch gemessen. Hieraus können aufgrund des Prinzips der neurovaskulären Kopplung Rückschlüsse auf umschriebene Aktivierungen in der Großhirnrinde abgeleitet werden. Mit diesem Verfahren lässt sich auch ein optisches Brain-Computer Interface realisieren. Das nahinfrarote Spektrum des Lichtes wird verwendet, weil zwischen 650 nm und 1000 nm das Licht besonders gut das Gewebe durchdringt und somit eine Analyse von tieferen Gewebeschichten ermöglicht wird.
Messungen des Sauerstoffgehaltes, Blutvolumens und Blutflusses von Gewebe basieren darauf, dass der rote Blutfarbstoff Hämoglobin, welcher der Hauptsauerstofftransporteur im Körper ist, seine Farbe mit dem Sauerstoffgehalt ändert. Somit kann anhand der Lichtdurchlässigkeit des Gewebes (je mehr Blut im Gewebe, desto weniger Licht geht hindurch) die Hämoglobin- bzw. Blutkonzentration bestimmt werden und anhand der Farbe der Sauerstoffgehalt. Da die Sauerstoffversorgung medizinisch sehr wichtig ist, weil ein Mangel an Sauerstoff innerhalb von wenigen Minuten zu schweren Schäden führen kann, wird die Nahinfrarotspektroskopie heute zunehmend klinisch eingesetzt. Das Anwendungsgebiet ist breit, z. B. die Überwachung der Sauerstoffversorgung auf der Intensivstation, während Operationen, in Notfallsituationen, bei Durchblutungsstörungen, in der Sportmedizin (Durchblutung von Muskeln, Trainingsoptimierung) usw.
Die Nahinfrarotspektroskopie wird von Patienten sehr geschätzt, weil die Messungen nicht-invasiv und schmerzlos sind und Nahinfrarotlicht in den verwendeten Intensitäten harmlos ist.
Die Technik hat sich in den letzten Jahren stark entwickelt, so dass heute zuverlässige, quantitative Messungen und eine Bildgebung möglich sind. Dank der Miniaturisierung sind auch bereits kabellose Systeme erhältlich.